# Szukanie ojczyzny
Szukanie ojczyzny – zbiór esejów Czesława Miłosza wydanych w 1992 r. przez krakowskie wydawnictwo „Znak”.
Zbiór zawiera teksty wspomnieniowe, eseje i szkice historyczne dotyczące Wielkiego Księstwa Litewskiego i skomplikowanych związków łączących je przez stulecia z Polską.
Autor pisze m.in. o książkach Marii Rodziewiczówny, pamiętnikach Jakuba Gieysztora, niedrukowanych pamiętnikach pana Guze, oraz życiu i twórczości Oskara Miłosza. Do trzeciego wydania (Kraków 2001) dodano odczyt Miłosza wygłoszony w Wilnie 2 października 2000 r. na sympozjum z udziałem Güntera Grassa, Wisławy Szymborskiej i Tomasa Venclovy. Część esejów była wcześniej drukowana w paryskiej „Kulturze” (1991–1992).

## Wykaz rozdziałów
- Rodziewiczówna
- Nad Niewiażą, wiek dziewiętnasty
- W Wielkim Księstwie Sillicianii
- Opowieść pana Guze
- Jak z tą Litwą było
- O wygnaniu
- Miejsca utracone

## Wydania polskie
- Kraków: Znak, 1992, 1996, 2001

## Przekłady na języki obce
- Tėvynės ieškojimas, Vilnius: Baltos Lankos, 1995
- U potrazi za otadžbinom', Novi Sad: Matica Srpska, 1998

## Wybrane recenzje
- Drawicz Andrzej, My home, where is it?, „The Warsaw Voice” 1992, nr 37, s. 9.
- E.S., Miłosz – w poszukiwaniu ojczyzny (Alfabet wspomnień 1992), „Rzeczpospolita” 1992, nr 306, s. 4.
- Kaczyński Andrzej, „Szukanie ojczyzny” – przeciw sentymentalizmowi, „Życie Warszawy” 1992, nr 196, s. 13.
- Kowalczyk Andrzej Stanisław, Nowy Wschód i tradycja, „Tygodnik Powszechny” 1992, nr 28, s. 10.
- Łukasiewicz Jacek, W ojczyźnie, „Odra” 1992, nr 12, s. 32–35.
- Maciąg Włodzimierz, Pułapki „zakorzenienia”, „Nowe Książki” 1992, nr 9, s. 18–19.
- Przybylski Ryszard K., Between myth and history, „The Warsaw Voice”, 1992, nr 40, s. 10.
- Przybylski Ryszard K., Między mitem i historią, „Ex Libris” 1992, nr 23, s. 3–4.
- Sterna-Wachowiak Sergiusz, Gwiazdozbiór litewski, „Tytuł” (Gdańsk) 1992, nr 4, s. 196–201.
- Walas Teresa, Dom wyobraźni, „Dekada Literacka” 1992, nr 11/12, s. 23.
- Werner Andrzej, Szukać tak, żeby nie znaleźć, „Krytyka” 1992, nr 39, s. 231–237.
- Zawada Andrzej, Ojczyzna jako poszukiwanie, „Znak” 1992, nr 11, s. 161–165.